# Alheita pulla
Alheita pulla is een vlinder uit de familie van de Mimallonidae. De wetenschappelijke naam van de soort is voor het eerst geldig gepubliceerd in 1912 door Dognin.